# FC Schwalbe Hannover
Der FC Schwalbe von 1899 e.V. ist ein Sportverein aus dem hannoverschen Stadtteil Döhren. Am erfolgreichsten ist seine Rugby-Abteilung, die insgesamt dreimal Deutscher Meister werden konnte. Andere Abteilungen bestehen in den Sportarten Badminton, Boxen, Basketball, Gymnastik, Kinderturnen, Pétanque, Quadball, Tanzen, Tennis, Tischtennis, Volleyball und Wintersport.

## Geschichte
Der FC Schwalbe wurde 1899 gegründet. Obwohl er sich Fußball Club nannte, war er zu Beginn ein reiner Rugby-Club und hat nie eine Fußball-Abteilung besessen. Sein Name leitet sich von den Schwalben über dem Trainingsgelände auf den Wiesen am Hemminger Holz (heute vom Maschsee überflutet) ab, deren reaktionschnelles Flugverhalten das Vorbild für das Spiel der Mannschaft sein sollte.
Die erfolgreichste Zeit des Vereins waren die 1920er und 1930er Jahre, in denen die drei Meistertitel von 1923, 1926 und 1936 gewonnen werden konnten. Später konnte an diese Erfolge nicht mehr angeknüpft werden.
Zwischen 2003 und 2009 spielte die erste Mannschaft in einer Spielgemeinschaft mit der zweiten Mannschaft des Deutschen Rugby Club Hannover.

## Erfolge
Deutscher Rugby-Meister
- 1923: Endspiel 6:3 gegen SC Neuenheim in Heidelberg
- 1926: Endspiel 8:0 gegen SC 1880 Frankfurt in Frankfurt/M.
- 1936: Endspiel 11:0 gegen SC Neuenheim in Frankfurt/M.

## Persönlichkeiten
- Willi Pagelsdorf senior, Vater des Rugby-Spielers Willi Pagelsdorf junior und Großvater des Fußball-Bundesliga-Trainers Frank Pagelsdorf[2]